# Челина (Омиш)
Челина је насељено место у саставу града Омиша, Сплитско-далматинска жупанија, Република Хрватска.

## Историја
До територијалне реорганизације у Хрватској налазила се у саставу старе општине Омиш.

## Становништво
На попису становништва 2011. године, Челина је имала 222 становника.
| Број становника по пописима | Број становника по пописима | Број становника по пописима | Број становника по пописима | Број становника по пописима | Број становника по пописима | Број становника по пописима | Број становника по пописима | Број становника по пописима | Број становника по пописима | Број становника по пописима | Број становника по пописима | Број становника по пописима | Број становника по пописима | Број становника по пописима | Број становника по пописима |
| --------------------------- | --------------------------- | --------------------------- | --------------------------- | --------------------------- | --------------------------- | --------------------------- | --------------------------- | --------------------------- | --------------------------- | --------------------------- | --------------------------- | --------------------------- | --------------------------- | --------------------------- | --------------------------- |
| 1857                        | 1869                        | 1880                        | 1890                        | 1900                        | 1910                        | 1921                        | 1931                        | 1948                        | 1953                        | 1961                        | 1971                        | 1981                        | 1991                        | 2001                        | 2011                        |
| 50                          | 0                           | 75                          | 106                         | 124                         | 138                         | 0                           | 0                           | 145                         | 160                         | 159                         | 109                         | 96                          | 116                         | 182                         | 222                         |

Напомена: У 1869, 1921. и 1931. подаци су садржани у насељу Локва Рогозница. До 1910. исказивано као део насеља.

### Попис1991.
На попису становништва 1991. године, насељено место Челина је имало 116 становника, следећег националног састава:
| Попис 1991.‍ | Попис 1991.‍ | Попис 1991.‍ | Попис 1991.‍ | Попис 1991.‍ |
| ----------- | ----------- | ----------- | ----------- | ----------- |
|             |             |             |             |             |
| Хрвати      | Хрвати      |             | 112         | 96,55%      |
| Југословени | Југословени |             | 3           | 2,58%       |
| Немци       | Немци       |             | 1           | 0,86%       |
| укупно: 116 |             |             |             |             |